# (8523) Bouillabaisse
(8523) Bouillabaisse es un asteroide perteneciente al cinturón de asteroides, descubierto el 8 de agosto de 1992 por Eric Walter Elst desde el Centro de Investigaciones en Geodinámica y Astrometría, Caussols, Francia.

## Designación y nombre
Designado provisionalmente como 1992 PX. Su nombre deriva de la famosa sopa de pescado francesa, la joya de la corona de la cocina provenzal. Contiene pescado, mariscos, aceite de oliva, cebolla, tomate, ajo, perejil, azafrán, hinojo, tomillo, laurel y cáscara de naranja (según la receta marsellesa). Todos los ingredientes deben hervirse rápidamente.

## Características orbitales
Bouillabaisse está situado a una distancia media del Sol de 2,350 ua, pudiendo alejarse hasta 2,650 ua y acercarse hasta 2,050 ua. Su excentricidad es 0,128 y la inclinación orbital 4,543 grados. Emplea 1316,03 días en completar una órbita alrededor del Sol.

## Características físicas
La magnitud absoluta de Bouillabaisse es 14,85. Tiene 4,030 km de diámetro. Su albedo se estima en 0,207.